# 小行星6489
小行星6489（英語：6489 Golevka）是一颗围绕太阳公转的小行星。1991年5月10日，埃莉諾·赫琳在帕洛马山发现了此天体。
这颗小行星的绝对星等为67.22235527404987等。